# Șerpeni, Anenii Noi
Șerpeni este un sat din raionul Anenii Noi, Republica Moldova.
La nord de sat este amplasată Voinova, o rezervație naturală silvică.

## Demografie
Structură etnică
     moldoveni/români (99,02%)
     ucraineni (0,39%)
     ruși (0,28%)
     găgăuzi (0,22%)
     bulgari (0,06%)
     alte etnii / nedeclarată (0,03%)
Conform datelor recensământului din 2004, populația localității este de 3.585 locuitori, dintre care 1.792 (49,99%) bărbați și 1.793 (50,01%) femei. Structura etnică a populației în cadrul localității arată astfel:
- moldoveni/români — 3.550;
- ucraineni — 14;
- ruși — 10;
- găgăuzi — 8;
- bulgari — 2;
- altele / nedeclarată — 1.

## Administrație și politică
Componența Consiliului local Șerpeni (13 consilieri), ales la 5 noiembrie 2023, este următoarea:
|  | Partid                                       | Consilieri | Componență | Componență | Componență | Componență | Componență | Componență | Componență | Componență | Componență |
|  | -------------------------------------------- | ---------- | ---------- | ---------- | ---------- | ---------- | ---------- | ---------- | ---------- | ---------- | ---------- |
|  | Platforma Demnitate și Adevăr                | 9          |            |            |            |            |            |            |            |            |            |
|  | Partidul Acțiune și Solidaritate             | 3          |            |            |            |            |            |            |            |            |            |
|  | Partidul Socialiștilor din Republica Moldova | 1          |            |            |            |            |            |            |            |            |            |